# Diaporthales
Diaporthales es un orden de hongos ascomicetos.
Diaporthales incluye una gran cantidad de hongos patógenos de las plantas, el más notorio es Cryphonectria parasitica (Murrill) Barr, el hongo cancro del castaño que alteró el paisaje del este de Estados Unidos. Otras enfermedades causadas por miembros de este orden incluyen llaga del tallo de la soja (Diaporthe phaseolorum (Cooke & Ellis) Sacc. y sus variedades), podredumbre del tallo de los frutos cítricos (Diaporthe citri F.A. Wolf), y enfermedad de la llaga del durazno  (Phomopsis amygdali Del.).
Algunas especies producen metabolitos secundarios que resultan en toxicosis en animales tales como lupinosis de las ovejas (Diaporthe toxica P.M. Will. et al.). Algunos hongos patógenos de las plantas que se reproducen de forma asexual también pertenecen a Diaporthales, como por ejemplo Greeneria uvicola (Berk. & Curt.) Punith., producen una podredumbre amarga de la uva, y Discula destructiva Redlin, produce antracnosis del cornejo, ambas son especies de mitosis diaporthaleanas.

## Génerosincertae sedis
Los siguientes géneros en Diaporthales posee una ubicación taxonómica incierta (incertae sedis), según el 2007 Outline of Ascomycota. Un signo de pregunta precediendo al nombre del género significa que la ubicación del género en este orden es incierta.
- Anisomycopsis
- Apiosporopsis
- Caudospora
- Chromendothia
- Cryptoleptosphaeria
- Cryptonectriella
- Cryptonectriopsis
- ?Exormatostoma
- Hercospora
- Jobellisia
- Keinstirschia
- Lollipopaia
- Pedumispora
- Pseudocryptosporella
- Pseudothis
- Savulescua
- Schizoparme
- Sphaerognomoniella
- Stioclettia
- ?Trematovalsa
- Vismya